# Hybosida lesserti
Hybosida lesserti är en spindelart som beskrevs av Lucien Berland 1919. Hybosida lesserti ingår i släktet Hybosida och familjen Palpimanidae. Inga underarter finns listade i Catalogue of Life.